# Сражение при Догали
Сражение при Догали (ит. Battaglia di Dogali) произошло 26 января 1887 года в Догали недалеко от Массауа между итальянскими и эфиопскими войсками во время итальянского завоевания Эритреи.
С 1885 года, когда итальянцы захватили бывший египетский город Массауа и основали колонию Эритрея, возникла напряженность с Эфиопией, которая пыталась получить доступ к Красному морю через владение Массауа. Конфликт привел к началу войны. Рас Алула Энгида, генерал императора Йоханныса IV, напал на контролируемый итальянцами форт Саати.
26 января батальон численностью примерно 550 человек (в основном итальянцы, в том числе 22 офицера и несколько эритрейских аскари) под командованием полковника Томмазо Де Кристофориса был отправлен для усиления итальянского гарнизона в Саати. Рас узнал об их отбытии от шпионов, и прежде чем они успели добраться до возведенного ими укрепления, он напал на них при Догали. Хотя итальянцы были хорошо вооружены современными винтовками, пушками и пулеметами, их численность составляла 14 к 1; они сопротивлялись эфиопам и продержались несколько часов, но в конце концов израсходовали все свои боеприпасы. Почти все были убиты, за исключением восьмидесяти раненых, которым удалось бежать.
Итальянцы посчитали поражение при Догали оскорблением, за которое нужно отомстить, и начали нападение на Эфиопию. Они вступили в сговор с соперником Йоханныса Менеликом, правителем Шевы, чтобы поощрить его на неподчинение императору, и к 1889 году смогли оккупировать большую часть Эритреи. 